# Стеван Вукотић
Стеван Вукотић (1800—1833) из Братешића (Грбаљ) је био први Јужни Словен који је опловио око свијета.
Наша литература упорно истиче капетана Ива Висина из Прчања као "првог Југословена који је опловио земаљску куглу“. Ту је ријеч о СФРЈ прије њеног распада. Војна и Поморска енциклопедија уступиле су Висину посебне енциклопедијске јединице. Капетана Стевана Вукотића из Братишића (Грбаљ) уопште не помињу. Не помињу ни једног од читаве плејаде поморских капетана и адмирала из чувеног јуначког братства Вукотића.
Висин је имао 46 година 1852. када је из белгијске луке Антверпен кренуо на далеки пут. Није кренуо са циљем истраживања, откривања нових пловних путева или у покушају да обори неки рекорд у путу око свијета. Туда га је водио трговачки посао од луке до луке раније коришћеним и провјереним пловним путевима. Вратио се 1859. г. и то не у исту луку из које је кренуо на далеки пут него у Трст. Исте године се вратила и аустријска фрегата "Новара“. Кренула је двије године раније са циљем да оплови свијет у склопу обуке кадета. Међу 350 чланова посаде била је трећина Далматинаца и Бокеља. Требало им је пет година мање него Висину да оплове свијет. Висин није једини тада опловио свијет, али му припада примат јер је сам водио навигацију брода.
Стеван Вукотић је имао свега 23 године када је 1823. г. кренуо на пут око свијета као навигациони официр. Било је то више до три деценије прије Висина. Истина, он је пловио под руском заставом, а Висин под аустријском. Висин је глорификован као "наш" јунак, а Вукотић је занемарен као да није наш.
Када је руски заставник Јован Вукотић, након освајања Корчуле од Наполеонових Француза, повео синове и синовце на школовање у Русију, међу њима је био и Стеван Михајлов Вукотић. Као кадет у Поморском корпусу Руске ратне морнарице на Криму, Стеван је знатно одскакао од својих колега. По годинама је био на зачељу, а по успјеху на челу своје класе. Имао је 20 година када је његова класа произведена у чин гарде марина. И у служби је напредовао као што се истицао у школи. Након три године праксе од завршетка школовања, ванредно је произведен у навигационог официра, док су остали из његове класе у тај чин произведени 2 до 4 године касније.
Унапређење Стевана Вукотића је било везано за сложени подухват који се припрема. Најбољем у класи Стевану, указано је повјерење да као навигациони официр води истраживачки брод "Предпријатије" у стручној екскурзији. Брод је имао 140 чланова посаде и 5 научника. Главни циљ екскурзије је био пут око свијета. То је била и провјера оспособљености посаде сваког на свом задатку, од чега је зависило напредовање у виша звања и чинове. Наравно, провјеравана је и Стеванова способност и примјена у пракси стечених знања. Таква путовања су увијек прилика не само да се провјере него да се и прошире знања. Част за указано повјерење је била утолико већа што је Стеван Вукотић тада тек био напунио 23 године.
Брод "Предпријатије" је кренуо на пут око свијета из Кронштата под непосредним вођењем навигатора Стевана Вукотића. Препловио је Балтичко море, пристајао у Копенхагену и Портсмоутху. Затим је прешао Атлантик дијагонално ка југозападу. Пристајао је у Рио де Жанеиру, опловио око Јужне Америке поред рта Хорн и упловио у залив Концептион на чилеанској обали. Након краћег задржавања пребродио је Пацифик кроз архипелаг Туамоту, свратио у Петропавловск на Камчатки и опет се упутио на запад до острва Синта на обали Јужне Аљаске, па даље до Сан Франциска и Калифорније. Слиједило је поновно преброђавање Пацифика до Хавајских острва, Микронезије, Филипина. Из Пацифика је прешао у Индијски океан, па према Јужној Африци, опловио око опасног рта Добре Наде. Ка сјеверу је пловио западно од Африке, свратио на острво Свете Јелене, прешао Атлантик, још једном пристајао у Портсмоутху и Копенхагену, да би након трогодишњег путовања срећно упловио у луку Кронштата из које је и кренуо. Маршрута му је била унапријед задана, а просјечно вријеме израчунато. Маршрута је строго поштована, а брод се вратио прије очекиваног времена. За једрењак велику улогу је играла срећа: повољни вјетрови, а без катастрофалног невремена. Сама срећа без знања не би могла водити брод сложеном маршрутом око читавог свијета и срећно га довести до одредишта. То је знала и врховна команда руске морнарице, која је Стеванов подвиг оцијенила највишом оцјеном. Наравно, томе је допринио и сваки морнар на свом радном мјесту.
У Кронштату је посада брода "Предпријатије" дочекана са највећим почастима. Сви бродови у великој луци били су окићени низовима сигналних заставица. Лагано приближавање брода обали праћено је пискањем сирена са свих бродова укључујући и слављенички брод. Повремено су надјачавале громогласне промукле трубе за маглу и најзад салве топова у част посаде и њиховог подвига. На пристаништу, уз мноштво народа, били су постројени нови кадети, војна музика и мноштво официра највиших чинова, који су дисциплиновано чекали да млађима од себе честитају на успјеху.
Млади циркум навигатор Стеван Вукотић доказао је своје изванредно познавање географије, астрономије, навигације и метеорологије, али и ванредну способност сналажења у сложеним ситуацијама. За овај подвиг је одликован орденом "Свете Ане II реда на огрлици“. То високо одликовање, још на огрлици, додјељивано је само за изванредне подвиге и то претежно официрима старијих година и виших чинова. Стеван Вукотић је био најмлађи по годинама који је до тада окићен тим одликовањем. За овај подвиг је добио и рјешење о посебној новчаној награди, не једнократној него за све наредне године које буде провео у служби руске ратне морнарице.
Након заслуженог наградног полугодишњег одмора Стеван Вукотић је преведен у Поморски корпус за предавача кадетима припреманим за навигаторе. Стечено знање је требало преносити на млађе. Годину дана касније произведен је у чин лајтнанта. Тада су кадети изводили практичну обуку на компликованом школском једрењаку "Голубка“. За заповједнике школских једрењака увијек су постављани старији и искусни поморци, "морски вуци“. Године су биле важне и због знања, али и због ауторитета. Поморце је одувијек више привлачила пловидба него професорска улога. Стеван Вукотић је имао само 29 година када је постављен за заповједника школског једрењака "Голубка“. Провјеравао је знање тек произведених гардемарина кроз практичне вјежбе пловећи између Кронштата и Петровграда. Годину дана касније командовао је бродом "Кулм" на специјалним задацима по Финском заливу. Имао је 31-у годину када је произведен у чин капетан - лајтнанта. То је био високи чин у руској царској морнарици. Мало је оних који су унапређени у тај чин млађи од 40 година.
Превелика напрезања, како физичка тако и умна, увијек уз велики осјећај одговорности, исцрпљивала су Стеваново здравље. На своју велику жалост, по одлуци конзилијума војних љекара, морао је напустити брод и навигавање. Остао је као предавач у училишту на копну, а други су оцјењивали практични рад у пловидби. Иако га тај рад није одушевљавао, показао се као изврстан педагог. Био је омиљен код кадета и гардемарина. Да га је послужило здравље и да је дуже живио сигурно би се још више прославио и догурао до највиших чинова у руској ратној морнарици, као његови рођаци Вукотићи. Умро је веома млад у 33. години живота 1833. године.
Дакле, трећину вијека (33 г.) раније од славом овјенчаног Ива Висина, свијет је опловио навигаторском вјештином Стеван Вукотић. За трећину вијека раније, у оно доба су пловни путеви били мање испитани и више опасни. Вукотић је водио брод задатим маршрутама, краћим али тежим правцима и за разлику од Висина, вратио се у исту луку из које је испловио. Висинов подвиг није за потцјењивање, али морају важити једнака мјерила заслуга и за друге.